# ヴィス島
座標: 北緯43度02分 東経16度09分 / 北緯43.033度 東経16.150度

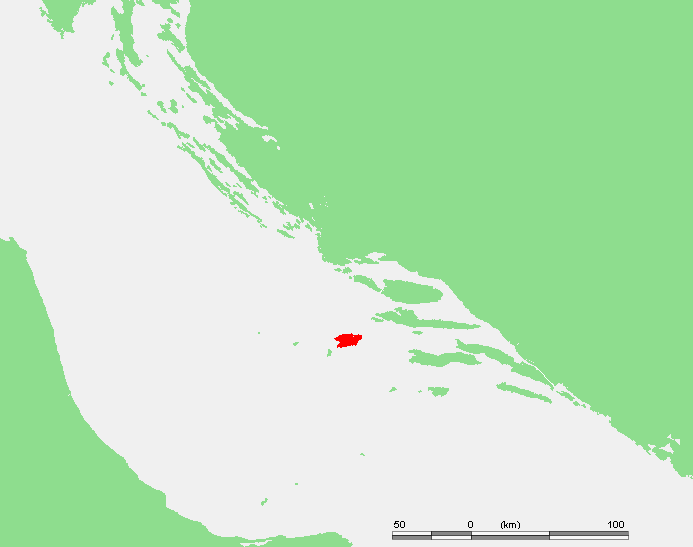
ヴィス島の位置

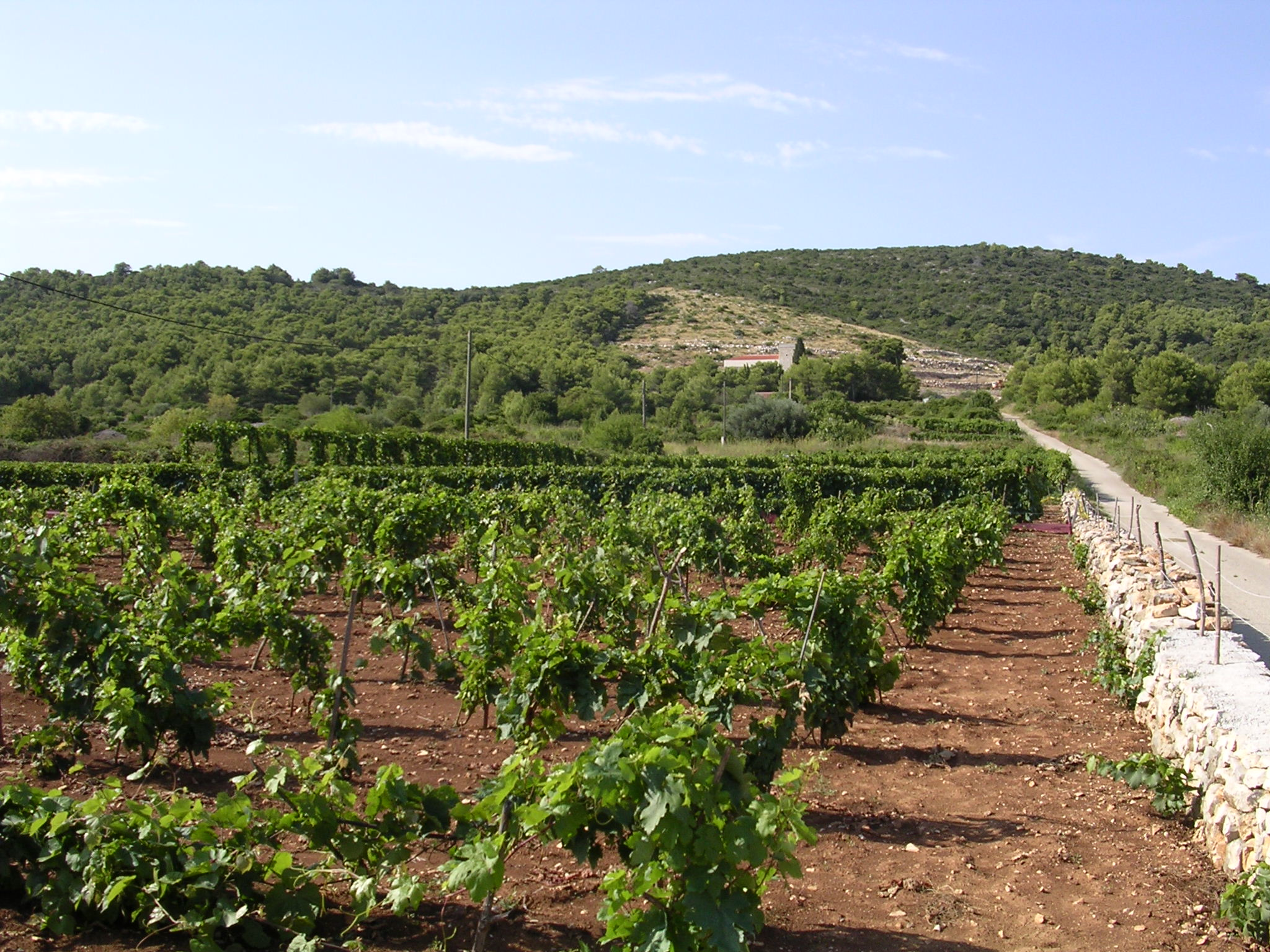
島内のブドウ畑

ヴィス島 （ヴィスとう、クロアチア語：Vis, ギリシャ語：Issa、イタリア語及びドイツ語：Lissa）は、アドリア海に浮かぶクロアチア領の島。スプリト＝ダルマチア郡に属する。クロアチア本土から最も遠く離れた島である。面積は90.26平方キロメートル、人口3,617人（2001年調査）。島内で最も標高が高いのはフム（Hum）で、587メートルである。
島には2つの町と、小さな自治体がある。中心の町ヴィス（Vis、人口1,960人）、コミジャ（Komiža、1,677人）は、どちらも海岸部にある。内部の小さな居住地はポドセリェ（Podselje）、マリニェ・ゼムリェ（Marinje zemlje）、ポドシピリェ（Podšpilje）、そしてポドストラジェ（Podstražje）である。ヴィス島及び周辺の島々は2019年にユネスコ世界ジオパークに指定される。

## 歴史
ヴィス島には新石器時代から人が定住していた。紀元前4世紀、シラクサの僭主老ディオニシウスが島に植民地イッサ（Issa）を建設した。のち、イッサは独立した都市国家となり、独自の通貨と他所への植民地を持つまでになった。紀元前1世紀、島はイリュリア人の一つリブルニア人（en:Liburnians）に占有された。
東ローマ帝国時代にはダルマチアの一部となり、925年にクロアチアの君主トミスラヴが、当時イエス（Ies）と呼ばれた島の支配権を引き継いだ。クレシミル1世（Krešimir I）が死んだ後、継承戦争が勃発し、セルビア公チャスラヴ・クロニミロヴィッチ（Časlav Klonimirović）配下のパガニア人（南ダルマチア地方に定住していたスラヴ人の一つ）が948年に島を手に入れた。しかし、パガニア人が支配できた期間は短期に終わり、東ローマ人らが支配権を回復した。セルビアの支配者ステファン・ネマニャと弟のストラチミルは、1184年と1185年の2回にわたってヴィス島に攻め込んだ。
中世に入ると支配者がたびたび入れ替わり、ヴェロ・セロ（Velo Selo）という主要な定住地をつくったヴェネツィア共和国の支配下に、長く置かれた。ヴェネツィア時代、そしてオーストリア帝国に支配された間、島の名前はリッサ（Lissa）であった。
後になって、海岸部の定住地が人口を増していった（現在の町ヴィス）。行政上ヴィス島は数世紀の間、フヴァル島とひとくくりの自治体となっていた。
ヴィス島北部の海に面した地は、2度の戦闘の舞台となった。
- 1811年3月13日　-　ウィリアム・ホスト指揮のイギリス海軍小艦隊が、より大型のフランス＝ヴェネツィア連合艦隊を破った（リッサ海戦 (1811年)）。
- 1866年7月20日　-　テゲトフ提督指揮のオーストリア帝国艦隊が、ペルサノ提督指揮のイタリア艦隊を攻撃し、装甲艦「レ・ディタリア」を撃沈した（リッサ海戦）。

第二次世界大戦中、ヴィス島はユーゴスラビア抵抗運動の指導者ヨシップ・ブロズ・ティトーの潜伏する場所の一つであった（ユーゴスラビア人民解放反ファシスト会議#第2回会合を参照）。戦後、ユーゴスラビア人民軍は島を主要海軍基地の一つにした。クロアチア独立後、海軍施設のほとんどを再利用せず、多くの打ち捨てられた建物は公共の目的で利用されている。

## 経済
島の主要産業は農業（ブドウ栽培が主）、漁業、水産品加工業、観光である。
島の耕地のおよそ2割はブドウ畑が占める。土地原産のワイン用ブドウ種が島内で栽培される。
ヴィス島周囲の海は魚の種類が豊富で、特に青魚（イワシ、サバ、アンチョビ）が水揚げされる。17世紀のコミツァ漁民は、Falkušaという地元伝来の漁船を発達させ、20世紀半ばまで用いていた。

## 参照
1. 1 2 3  （クロアチア語） First Croatian online peljar
2. ↑  Statistical yearbook for 2006 of Central bureau of statistics of Republic of Croatia
3. ↑  （クロアチア語） Article at site dedicated to Vis and Komiža
4. ↑  （クロアチア語） Article at official Komiža site Archived 2008年9月15日, at the Wayback Machine.
5. ↑  General information on Vis Archived 2008年9月29日, at the Wayback Machine.
6. ↑  “VIS ARCHIPELAGO UNESCO GLOBAL GEOPARK (Croatia)” (英語). UNESCO (2021年7月27日). 2022年10月21日閲覧。
7. 1 2  Economy of Vis Archived 2007年6月7日, at the Wayback Machine.